# Marek Belka
Marek Marian Belka (), né le 9 janvier 1952 à Łódź, est un économiste et homme d'État polonais social-démocrate.
Après avoir été deux fois vice-président du Conseil et ministre des Finances de Pologne sous des majorités de centre gauche, il a été l'un des principaux responsables de la politique économique menée en Irak à la suite de l'invasion sous commandement américain.
Il revient finalement en Pologne en mai 2004 pour prendre la tête du gouvernement, et reste en poste jusqu'à la défaite des sociaux-démocrates aux élections de septembre 2005.
Il devient cinq ans plus tard président de la Banque nationale de Pologne (NBP).

## Formation et carrière

### Études
Il termine ses études secondaires dès 16 ans, et obtient en 1972 un diplôme de sciences économiques de l'université de Łódź. Il y reçoit six ans plus tard un doctorat, puis une habilitation à diriger des recherches en 1986. En 1994, il se voit décerner le titre de professeur.
Il a en outre fait des séjours à l'université Columbia et à l'université de Chicago entre 1978 et 1979 puis de 1985 à 1986, ainsi qu'à la London School of Economics en 1990.

### Parcours
Ancien assistant auprès de la chaire d'économie de l'université de Łódź, il travaille, à partir de 1986, au sein de l'institut des sciences économiques de l'Académie polonaise des sciences, dont il sera le directeur entre 1993 et 1997. En 1990, il est recruté pour un poste de consultant au ministère polonais des Finances, puis au ministère des Privatisations, et enfin à l'office central de planification.
Il est nommé en 1994 vice-président du conseil de stratégie économique et sociale du gouvernement, mais doit renoncer à cette fonction deux ans plus tard pour devenir consultant auprès de la Banque mondiale et conseiller économique du président Aleksander Kwaśniewski.

## Vie politique

### Deux fois ministre des Finances
Le 4 février 1997, il est choisi par le président du Conseil des ministres social-démocrate Włodzimierz Cimoszewicz comme nouveau vice-président et ministre des Finances. Il est cependant obligé de démissionner le 17 octobre, après la défaite de l'Alliance de la gauche démocratique (SLD) aux élections parlementaires. Il rejoint la SLD en 1999, et fait son retour au gouvernement, exactement aux mêmes postes, le 19 octobre 2001, sous l'autorité du social-démocrate Leszek Miller.
Il instaure alors un impôt sur les plus-values, connu sous le nom d’« impôt Belka ». Il démissionne cependant le 6 juillet 2002, étant accusé d'être responsable du score mitigé de la coalition SLD-UP pour avoir annoncé pendant la campagne électorale une baisse des dépenses sociales.

### Sous l'occupation de l'Irak
Il est porté en juin 2003 à la tête du conseil de la coalition pour la coordination internationale en Irak, mis en place par les autorités d'occupation du pays après l'invasion sous commandement américain. Il change de poste au mois de novembre, afin de devenir directeur de la politique économique de l'Autorité provisoire de la coalition en Irak. Il est notamment responsable de la refonte du système monétaire et bancaire.

### Président du Conseil des ministres

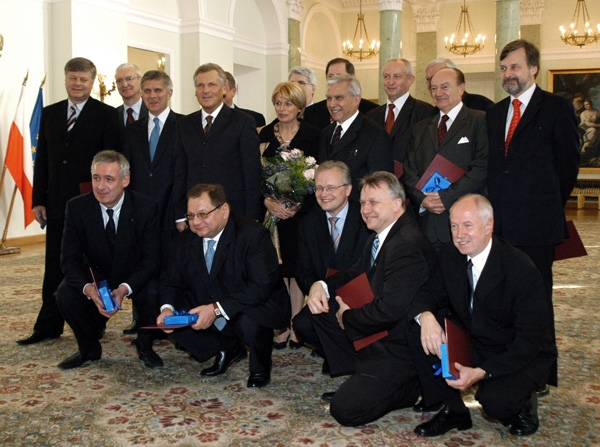
Le second cabinet Belka, à la fin de son mandat.

Le 2 mai 2004, au lendemain de la démission de Leszek Miller, empêtré dans des affaires de corruption, et de l'adhésion de la Pologne à l'Union européenne, Marek Belka est nommé président du Conseil des ministres par le président Aleksander Kwaśniewski. Il échoue le 14 mai à obtenir la confiance de la Diète polonaise, mais se voit à nouveau confier la direction du gouvernement le 11 juin. Il remporte finalement l'investiture des députés par 236 voix contre 216 treize jours plus tard.
Il se soumet à un nouveau vote de confiance le 25 octobre, et obtient le soutien de 234 députés, contre 214. Après avoir pris, le 25 avril, l'intérim du ministère de l'Environnement, il annonce sa démission le 6 mai, rejoint le Parti démocrate et appelle à la dissolution du Parlement. Le chef de l'État refuse toutefois sa démission, et il reste alors à la tête du gouvernement.
Il annonce ensuite son soutien à Henryka Bochniarz (pl), investie par les démocrates, pour l'élection présidentielle de l'automne, tout en se présentant lui-même aux élections parlementaires du 25 septembre dans la circonscription de Łódź. Toutefois, le jour du scrutin, le Parti démocrate ne dépasse pas les 5 % nécessaires pour pouvoir faire son entrée à la Diète polonaise.
Il démissionne de la présidence du Conseil des ministres lors de l'ouverture de la nouvelle législature, le 19 octobre, mais doit attendre le 31 octobre pour être effectivement remplacé par le conservateur Kazimierz Marcinkiewicz.

### Après 2005
Environ deux mois après sa démission, le 27 décembre 2005, il est désigné vice-président de la commission économique pour l'Europe des Nations unies. Soutenu par la Pologne comme candidat à la direction générale du Fonds monétaire international (FMI), il décide de retirer sa candidature à la suite du soutien européen à celle du socialiste français Dominique Strauss-Kahn, qui est nommé à ce poste le 28 septembre 2007. Il rejoint toutefois l'institution en janvier 2009, comme directeur du département Europe.

### Gouverneur de la Banque centrale
Il est investi comme président de la Banque nationale de Pologne (NBP) par la Diète polonaise le 10 juin 2010, avec 253 voix favorables contre 184. Il remplace ainsi, après deux mois de vacance et d'intérim, Sławomir Skrzypek, décédé dans le crash de l'avion présidentiel le 10 avril précédent.
Le 16 juin 2014, l'hebdomadaire Wprost fait état d'un accord conclu, en 2011, entre le ministre de l'Intérieur, Bartłomiej Sienkiewicz, et le président de la Banque centrale, Marek Belka, celui-ci promettant de soutenir la politique économique du gouvernement de Donald Tusk si le président du Conseil se décidait à se séparer de son ministre des Finances, Jacek Rostowski ; cet accord est révélé grâce à des enregistrements illégaux diffusés par l'hebdomadaire, qui à la suite de ces révélations, commence à subir des pressions judiciaires et policières.
Il appelle au boycott de l'élection présidentielle polonaise de 2020 dans le contexte de la pandémie de coronavirus,.